# Citroën C4 Aircross (China)

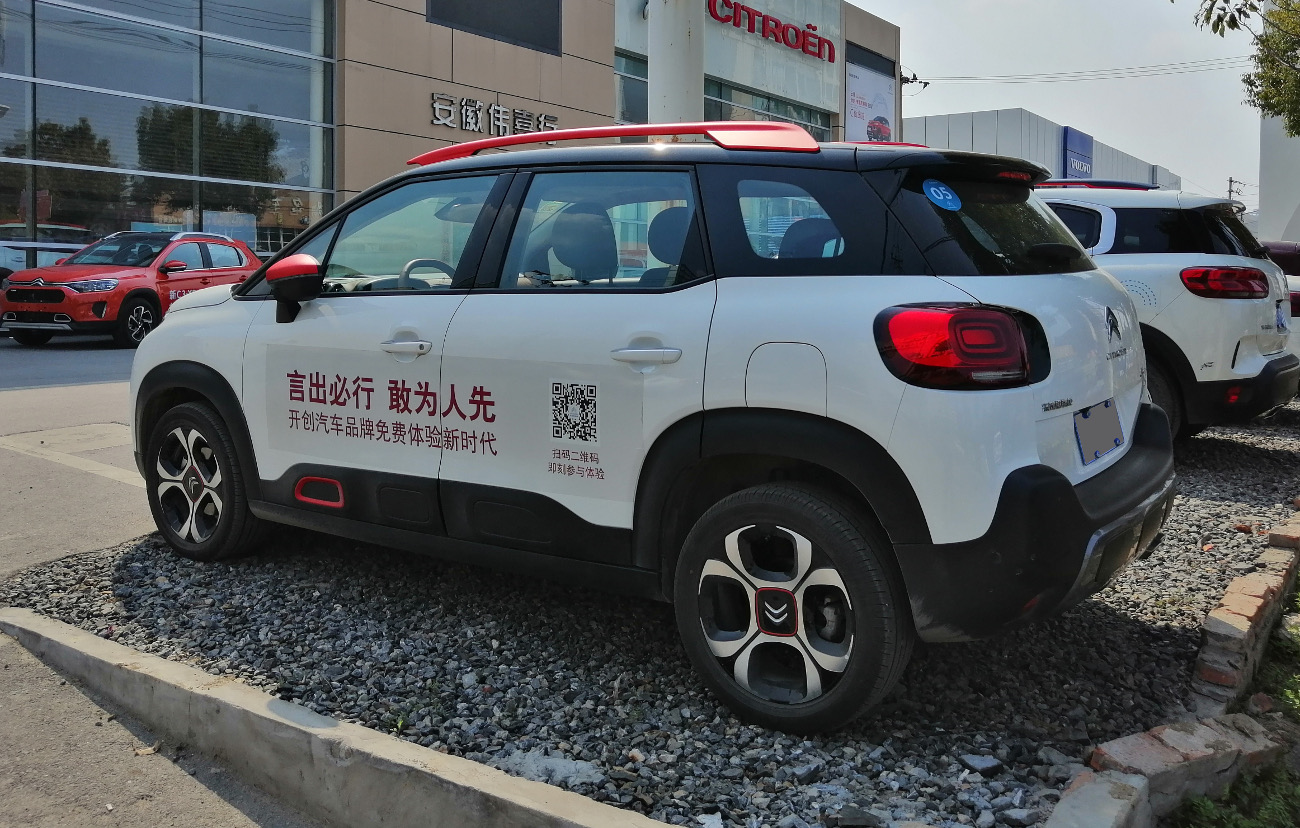
Heckansicht

Der Citroën C4 Aircross ist ein Crossover-SUV des französischen Automobilherstellers Citroën.

## Geschichte
Das Fahrzeug wurde zwischen 2018 und 2020 ausschließlich für den chinesischen Markt vom Dongfeng Peugeot Citroën Automobile Joint Venture in Wuhan gebaut. Es war dort zwischen dem Citroën C3-XR und dem Citroën C5 Aircross positioniert. Technisch baut das SUV auf dem Ende 2017 in Europa eingeführten Citroën C3 Aircross auf, ist im Gegensatz zu diesem aber rund 12 Zentimeter länger und wurde nicht außerhalb Chinas angeboten.
Vorgestellt wurde der C4 Aircross auf der Beijing Auto Show im April 2018. Ab September 2018 wurde er auf dem chinesischen Markt verkauft. Mit dem zwischen 2012 und 2017 gebauten namensgleichen Citroën C4 Aircross hat das Modell kaum Gemeinsamkeiten.

## Technische Daten
Zum Marktstart waren für das SUV ein 100 kW (136 PS) starker 1,2-Liter-Ottomotor oder ein 123 kW (167 PS) starker 1,6-Liter-Ottomotor verfügbar. Beide Antriebsvarianten haben einen Turbolader und Vorderradantrieb. Allradantrieb war wie beim C3 Aircross nicht erhältlich.
|                                            | 230 THP                      | 230 THP                          | 350 THP THP                |
| ------------------------------------------ | ---------------------------- | -------------------------------- | -------------------------- |
| Bauzeitraum                                | 09/2018–07/2020              | 10/2019–12/2020                  | 09/2018–07/2020            |
| Motorkenndaten                             |                              |                                  |                            |
| Motorart                                   | Ottomotor                    | Ottomotor                        | Ottomotor                  |
| Motorbauart                                | R3                           | R3                               | R4                         |
| Motoraufladung                             | Turbolader                   | Turbolader                       | Turbolader                 |
| Hubraum                                    | 1199 cm³                     | 1199 cm³                         | 1598 cm³                   |
| max. Leistung bei min−1                    | 100 kW (136 PS) / 5500       | 100 kW (136 PS) / 5500           | 123 kW (167 PS) / 6000     |
| max. Drehmoment bei min−1                  | 230 Nm / 1750–3500           | 230 Nm / 1750–3500               | 245 Nm / 1400–4000         |
| Kraftübertragung                           |                              |                                  |                            |
| Antrieb                                    | Vorderradantrieb             | Vorderradantrieb                 | Vorderradantrieb           |
| Getriebe, serienmäßig                      | 5-Gang-Schaltgetriebe        | 6-Stufen-Doppelkupplungsgetriebe | 6-Stufen-Automatikgetriebe |
| Getriebe, optional                         | [6-Stufen-Automatikgetriebe] | —                                | —                          |
| Messwerte                                  |                              |                                  |                            |
| Höchstgeschwindigkeit                      | 191 km/h (194 km/h)          | 195 km/h                         | 200 km/h                   |
| Beschleunigung, 0–100 km/h                 | k. A.                        | k. A.                            | 8,6 s                      |
| Kraftstoffverbrauch auf 100 km, kombiniert | 5,5 l Super (5,6 l Super)    | 5,3 l Super                      | 6,6 l Super                |
| Leergewicht                                | 1230 kg (1290 kg)            | 1290 kg                          | 1330 kg                    |
| Tankinhalt                                 | 53 l                         | 53 l                             | 53 l                       |
| Abgasnorm                                  | China V                      | China VI                         | China V                    |

- Werte in eckigen Klammern gelten für Modelle mit optionalem Getriebe.